# Holmtjärnen (Särna socken, Dalarna, 685071-135350)
Holmtjärnen är en sjö i Älvdalens kommun i Dalarna och ingår i Dalälvens huvudavrinningsområde.